# Паника в Нийдъл парк
„Паника в Нийдъл парк“ (на английски: The Panic in Needle Park) е американска драма от 1971 година на режисьора Джери Шацбърг с участието на Ал Пачино и Кити Уин.  Сценарият е написан от Джоан Дидион и Джон Грегъри Дън, адаптиран от романа на Джеймс Милс от 1966 г.

## Сюжет
Внимание:  Текстът по-долу разкрива сюжета на произведението (или части от него)!
В Ню Йорк Хелън се връща в апартамента, който споделя с приятеля си Марко, след като е претърпяла нехигиеничен и неуместен аборт. Хелън се разболява и Боби, любезен дребен дилър на наркотици, на когото Марко дължи пари, проявява неочаквана нежност и загриженост към нея. Хелън обмисля да се върне при нефункциониращото си семейство, но се премества при Боби и когато го виджа да взима наркотици, той обяснява, че не е зависим, а употребява малко. На Шърман скуеър – наричан Игла парк (Needle Park), защото е място, където наркомани търгуват и употребяват наркотици. Боби запознава Хелън с различни познати, включително с брат си Ханк, който си изкарва прехраната с грабежи. Хелън става свидетел на сложния ритуал на наркоманите, които се дрогират с хероин.
Боби и Хелън са изгонени от апартамента им и се преместват в по-мързелива сграда. След като Боби я моли да вземе хероин за него, Хелън и дилърът Фреди са арестувани от детектив Хоч. Хоч пита Хелън: „Боби вече ми вкара гол, а?“ намеквайки, че това е обща тенденция за Боби и неговите приятелки. След това той обяснява на Хелън какво е, когато има паника в Нидъл Парк, паника е, когато предлагането на хероин на улицата е ниско и зависимите започват да се обръщат един срещу друг, предавайки други на полицията в замяна на услуги. Хоч неочаквано освобождава Хелън и тя се връща при Боби, който започва да употребява наркотици по-сериозно. Хелън в крайна сметка също започва да употребява.
Боби скоро разбира, че Хелън употребява и й предлага брак. Ханк пита от какво ще живеят и предлага на Боби да работи като крадец, на което Хелън възразява и настоява да си намери работа. Хелън обаче бързо напуска новата си сервитьорска работа, след като получава объркващи поръчки от клиенти. Точно преди Боби да помогне на Ханк при кражба с взлом, той предозира. Ханк е ядосан на Боби, че застрашава плановете му, но позволява на Боби да му помогне в друга вечер, по време на която Боби е арестуван. Докато той е в затвора, на Хелън й е все по-трудно да си набави наркотици и в крайна сметка прави секс с Ханк, след което заедно взимат хероин. Когато Боби е освободен, той жестоко бие Хелън.
Боби убеждава Санто, голям наркодилър, да му позволи да се занимава с дистрибуцията в Нидъл Парк, докато Хелън се обръща към проституцията за бързи пари. След като Боби разпространява наркотиците на Санто, жителите на Нидъл Парк са щастливи, че имат надежден източник. Докато здравето на Хелън се влошава от нарастващата употреба на наркотици, връзката й с Боби страда и Хоч я държи под око. След като Хелън и един от нейните клиенти са задържани, Хоч моли арестуващия полицай да не я арестува, тъй като се нуждае от нея за нещо, което планира.
Майката на Хелън й пише, като я кани да се срещне с приятели на семейството, които посещават града. Хелън неохотно се съгласява, обличайки се внимателно, за да скрие следите по ръцете си. Вместо да се срещне с приятелите, тя взима клиент, който Боби плаши, когато ги намира заедно. Осъзнавайки, че са преживели много, те се качват на ферибот за провинцията и купуват кученце. На връщане те обсъждат да започнат наново, като се отдалечат от Нидъл Парк, но Боби отказва и убеждава Хелън да се нрогира в мъжка тоалетна. Когато кученцето започва да скимти, Боби го оставя извън тоалетната и когато Хелън открива, че кучето липсва, тя го вижда точно преди да падне от края на ферибота във водата.
Хелън отива при бившия си приятел Марко, но скоро се връща при Боби, за да открадне наркотици от него. Имайки нужда да се надруса, Хелън отива при лекар, твърдейки, че има нужда от лекарства за болка. Съзнавайки, че Хелън е пристрастена, лекарят й дава няколко проби и й казва никога да не се връща. Тя е арестувана за продажба на хапчета на деца, по време на което Хоч я предупреждава за опасностите от женския затвор. Знаейки, че Боби може да ги заведе до Санто, той предлага на Хелън сделка, ако тя им помогне да хванат Боби в акта на вземане на пратка с наркотици.
През следващите две седмици Хоч се обръща няколко пъти към Хелън, напомняйки й за предстоящия процес. Депресирана, тя увеличава употребата на наркотици, но накрая се съгласява да помогне на полицията. Една вечер Хелън и Хоч гледат как отряд полицаи залавят Боби, който притежава голямо количество хероин. Когато Боби забелязва Хелън на улицата, той й крещи. Месеци по-късно, когато той излиза от затвора, Хелън го чака на портата. Въпреки че първият му импулс е да я отблъсне, той се обръща към нея и я пита: "Е?", и заедно те си тръгват. 

## В ролите
| Изпълнител         | Роля         |
| ------------------ | ------------ |
| Ал Пачино          | Боби         |
| Кити Уин           | Хелън Рийвс  |
| Алън Винт          | детектив Хоч |
| Ричард Брайт       | Ханк         |
| Кил Мартин         | Чико         |
| Майкъл Маккланатан | Сони         |
| Уорън Финърти      | Сами         |

## Награди и номонации
За ролята си на Хелън, Кити Уин печели наградата за най-добра актриса на филмовия фестивал в Кан през 1971 г. Филмът и неговият режисьор Джери Шацбърг също са номинирани за „Златна палма“. 